# Ctenitis sloanei
Ctenitis sloanei är en träjonväxtart som först beskrevs av Eduard Friedrich Poeppig och Kurt Sprengel, och fick sitt nu gällande namn av Conrad Vernon Morton. Ctenitis sloanei ingår i släktet Ctenitis och familjen Dryopteridaceae. Inga underarter finns listade.